# Ośrodek Alzheimerowski
Ośrodek Badawczo-Naukowo-Dydaktyczny Chorób Otępiennych –  Ośrodek Alzheimerowski Sp. z o.o. w Ścinawie –  podlegająca wrocławskiemu Uniwersytetowi Medycznemu placówka badawczo-lecznicza, która kompleksowo zajmuje się chorobami otępiennymi mózgu, z głównym naciskiem na chorobę Alzheimera.
Ośrodek diagnozuje, hospitalizuje i prowadzi terapię osób, u których wykryto wymienione schorzenia, a także realizuje zadania naukowo-dydaktyczne.
We współpracy z Laboratorium Kliniki Uniwersytetu  w Erlangen i  prof. Piotrem Lewczukiem z tejże uczelni wykonywane są tu m.in. punkcje lędźwiowe i pobierany płyn mózgowo-rdzeniowy, na podstawie którego ocenia się poziom biomarkerów procesu neurozwyrodnieniowego centralnego układu nerwowego potrzebny do określenia rodzaju i stopnia otępienia.
Funkcjonują tu dwa oddziały szpitalne: psychogeriatryczny oraz rehabilitacji psychiatrycznej, a także dwie specjalistyczne poradnie: neurologiczna i psychogeriatryczna.

## Historia ośrodka
Za formalną datę utworzenia ośrodka przyjmuje się 23 kwietnia 2007 r., kiedy to został powołany na mocy uchwały nr 389 Senatu Akademii Medycznej we Wrocławiu (obecnie Uniwersytet Medyczny) jako jeden z pionierskich tego typu w Polsce. Mieści się w budynku, który Starostwo Powiatowe w Lubinie przekazało Akademii Medycznej z przeznaczeniem na ośrodek leczenia chorób otępiennych.  Z inicjatywą utworzenia placówki wystąpił rektor uczelni prof. dr hab. Leszek Paradowski, choć pomysłodawcą był Michał Hajtko, ówczesny dyrektor wydziału spraw społecznych Starostwa Powiatowego w Lubinie. W tym samym 2007 r. ośrodek uzyskał kontrakt na świadczenie usług medycznych z Narodowym Funduszem Zdrowia we Wrocławiu i w październiku przyjął pierwszych pacjentów.
Gruntowny remont budynku ośrodka i zakup wyposażenia był możliwy dzięki założonej w 2002 r. we Wrocławiu Fundacji Alzheimerowskiej, która zgromadziła pieniądze na ten cel. Ponadto w 2004 r. Uniwersytet Medyczny we Wrocławiu złożył projekt „Utworzenie Ośrodka Badawczo-Naukowo-Dydaktycznego Chorób Otępiennych w Ścinawie” współfinansowany z Europejskiego Funduszu Rozwoju Regionalnego w ramach Zintegrowanego Programu Operacyjnego Rozwoju Regionalnego i budżetu państwa.
Zakończony w 2006 r. remont kosztował ok. 7,5 mln zł (5,5 mln zł pochodziło z funduszy Unii Europejskiej). Pozostałą część przekazało m.in. Ministerstwo Zdrowia, Akademia Medyczna we Wrocławiu, Fundacja Alzheimerowska, KGHM Polska Miedź S.A., a także wrocławska kuria z ówczesnym metropolitą kardynałem Henrykiem Gulbinowiczem. 

### Zmiany nazwy i statusu ośrodka
- Ośrodek Badawczo-Naukowo-Dydaktyczny Chorób Otępiennych Akademii Medycznej we Wrocławiu SP ZOZ Ośrodek Alzheimerowski w Ścinawie (od 23 kwietnia 2007)[6]
- Ośrodek Badawczo-Naukowo-Dydaktyczny Chorób Otępiennych Akademii Medycznej we Wrocławiu SP ZOZ Ośrodek Alzheimerowski w Ścinawie im. ks. kard. Henryka Gulbinowicza (od 13 października 2011)[4]
- Ośrodek Badawczo-Naukowo-Dydaktyczny Chorób Otępiennych im. ks. kard. Henryka Gulbinowicza –  Ośrodek Alzheimerowski Sp. z o.o. w Ścinawie Uniwersytet Medyczny obejmuje 100 proc. udziałów w spółce[potrzebny przypis].

### Prezesi zarządu
- Michał Hajtko ( od 2007 do 2017[12])
- Artur Parafiński (od 2017 do 2021[12])
- Dariusz Jan Brzeziński (od 2021[12])

## Historia obiektu
Budynek, w którym dziś mieści się ośrodek, powstał w 1866 i do 1945 r. pełnił funkcję szpitala, który prowadziła ewangelicka organizacja dobroczynna "Diakonia". W czasie oblężenia Ścinawy w styczniu 1945 r. obiekt został mocno uszkodzony, stracił m.in. spadziste zadaszenie, którego nigdy nie odtworzono. Po remoncie w 1950 r. został przeznaczony na państwowy dom dziecka, który funkcjonował do 1999 r.